# Aequidens chimantanus
Aequidens chimantanus är en fiskart som beskrevs av Inger, 1956. Aequidens chimantanus ingår i släktet Aequidens och familjen Cichlidae. Inga underarter finns listade i Catalogue of Life.